# ACID LOVE
ACID LOVE（アシッド・ラヴ）は、日本のガールズバンド。1993年に東芝EMI（TMファクトリー）からデビュー、 翌1994年に解散。 当時の所属事務所は、東京都港区麻布十番に所在した「アシッド・ブルー」。

## メンバー
- CINDY
ヴォーカル、ギター。本名：まみんこ。5月29日生まれ。千葉県出身。解散後はアメリカに移住。
- RANDY
ギター。本名：大谷まり。3月23日生まれ。東京都出身。血液型：A型。1986年にバンド「SCHOOL DAZE」でデビュー。1990年には、元「GANGLAND」、「RAJAS」、「MINAKO with WILD CATS」のベーシストだったNONこと山本倫子（旧姓：河内）らと「Betty Blue」を結成して再デビューした。 ACID LOVE解散後は、エアロスミスのトリビュートバンド「エアロざます。（AEROZAMATH）」を結成。
- YUMI
ベース。本名：宮崎由美。2月20日生まれ。兵庫県出身。元・ミス神戸。おたくのゲーマー。
- MEGU
ドラム。本名：北川恵美。5月26日生まれ。千葉県出身。

## タイアップ一覧
| 使用年 | 曲名                | タイアップ                                                 |
| ------ | ------------------- | ---------------------------------------------------------- |
| 1993年 | 逆転!Love Sensation | テレビ東京系『浅草橋ヤング洋品店』オープニングテーマ       |
| 1993年 | My Little Star      | アスミック・ファミコンソフト「決戦!ドカポン王国Ⅳ」CMソング |
| 1993年 | 真夜中のシネマ      | 日本テレビ系『クイズ どんなMONだい?!』エンディングテーマ   |
| 1994年 | Hello! Hello!       | テレビ朝日系『OH!エルくらぶ』オープニングテーマ            |

## メディア出演

### テレビドラマ
- 真夜中を駆けぬける 第3話（1993年11月30日、テレビ朝日）[4]